# Alchemilla verae
Alchemilla verae är en rosväxtart som beskrevs av P.N. Ovchinnikov och T.F. Kochkareva. Alchemilla verae ingår i släktet daggkåpor, och familjen rosväxter. Inga underarter finns listade i Catalogue of Life.